# Anatolij Timosjtjuk
Anatolij Oleksandrovitj Timosjtjuk (på ukrainsk: Анатолій Олександрович Тимощук) (født 30. marts 1979 i Lutsk, Sovjetunionen) er en ukrainsk tidligere fodboldspiller, der spillede som midterforsvarer eller defensiv midtbane. Han repræsenterede blandt andet Volin Lutsk og Shakhtar Donetsk i hjemlandet samt tyske Bayern München og russiske FC Zenit.
Timosjtjuk var med både Shakhtar, Zenit og Bayern med til at vinde adskillige titler, det er blandt andet blevet til nationale mesterskaber med alle tre klubber, ligesom han i 2009 vandt UEFA Cuppen med Zenit. Han nåede finalen i Champions League 2009-10 med Bayern. Tre gange, i 2002, 2006 og 2007, er han blevet kåret til Årets fodboldspiller i Ukraine.

## Landshold
Timosjtjuk nåede at spille hele 144 kampe og score fire mål for Ukraines landshold, hvilket giver ham landskampsrekorden for landet.. Han debuterede for holdet tilbage i år 2000, og repræsenterede det ved VM i 2006 i Tyskland, hvor han var med til at nå kvartfinalerne.

## Titler
Ukraines førstedivision i fodbold
- 2002, 2005 og 2006 med Shakhtar Donetsk

Ukrainsk Pokalturnering
- 2001, 2002 og 2004 med Shakhtar Donetsk

Ukrainsk Super Cup
- 2005 med Shakhtar Donetsk

Ruslands førstedivision i fodbold
- 2007 med Zenit Skt. Petersborg

Russisk Super Cup
- 2008 med Zenit Skt. Petersborg

Bundesligaen
- 2010 med Bayern München

Tysk Pokalturnering
- 2010 med Bayern München

DFB-Supercup
- 2010 med Bayern München

UEFA Cup
- 2009 med Zenit Skt. Petersborg

UEFA Super Cup
- 2009 med Zenit Skt. Petersborg